# Royston
Royston é uma cidade localizada no estado americano de Geórgia, no Condado de Franklin e Condado de Hart e Condado de Madison.

## Demografia
Segundo o censo americano de 2000, a sua população era de 2493 habitantes.
Em 2006, foi estimada uma população de 2700, um aumento de 207 (8.3%).

## Geografia
De acordo com o United States Census Bureau tem uma área de 8,9 km², dos quais 8,9 km² cobertos por terra e 0,0 km² cobertos por água. Royston localiza-se a aproximadamente 274 m acima do nível do mar.

## Localidades na vizinhança
O diagrama seguinte representa as localidades num raio de 20 km ao redor de Royston.